# Peter Hobbs (Schriftsteller)
Peter Hobbs (* 1973) ist ein britischer Schriftsteller.

## Leben
Peter Hobbs wuchs in Cornwall und North Yorkshire auf. Er studierte am New College, einem College der University of Oxford. Er schliss in Politik ab und begann einen Job beim Foreign and Commonwealth Office, welches ihn nach Pakistan führte. Doch schon kurz nach der Anreise erkrankte Hobbs schwer. Er war zwei Jahre lang bettlägerig und brauchte anschließend fünf weitere Jahre, um sich von der Krankheit zu erholen. Während dieser Zeit begann er mit dem Schreiben von Kurzgeschichten.
Mit The Short Day Dying debütierte Hobbs im Jahr 2005 als Schriftsteller. Für seinen Roman wurde er mit dem Betty Trask Award ausgezeichnet und stand jeweils auf der Shortlist zu Literaturpreisen wie dem Costa Book Award, dem John Llewellyn Rhys Prize und dem International IMPAC Dublin Literary Award. Unter dem Titel Am Ende eines kurzen Tages wurde der Roman in deutscher Sprache im Jahr 2007 von der Deutschen Verlags-Anstalt verlegt.

## Werke
- The Short Day Dying (2005)
  - Am Ende eines kurzen Tages, Deutsche Verlags-Anstalt (2007), 283 Seiten, ISBN 978-3-421-04281-1
- I Could Ride All Day in my Cool Blue Train (2006)
- In the Orchard, the Swallows (2012)